# Folke Helleberg
Folke Helleberg, född 5 januari 1911 i Gävle, död 4 oktober 1998 i Hunnebostrand, Sotenäs kommun, var en svensk skådespelare.

## Teaterkarriär
När Helleberg var barn flyttade familjen till Stockholm, där han som femtonåring påbörjade en treårig utbildning till målare. Han bytte dock till teaterskola och studerade i stället skådespeleri i tre år. Helleberg hade ett fördelaktigt utseende och fick göra teaterdebut 1931 på Folkets Hus-teatern i Stockholm, där han spelade i farsen Kamrat i vapenrocken av Otto Groothoff. Han fick inga vidare recensioner, men engagerades ändå våren 1932 av Naima Wifstrand, som hade tagit över Nya Intiman och ändrat namnet till Naima Wifstrands teater. 
Han engagerades därefter till Martin Sterners vår- och höstturné 1933 och fick goda recensioner för rollen som Adam Hezdrel i Marc Connellys Guds gröna ängar. Säsongen 1934–1935 var han vid Lilla Teatern under Viran Rydkvist, och fick beröm för titelrollen i Sigge Strömbergs Styrman Karlssons flammor. 1935 spelade han också tillsammans med Thor Modéen och Julia Caesar i Filip den store på Vanadislundens utomhusteater.

## Filmkarriär
1934 kontaktades Helleberg av Stellan Claesson på Svensk Filmindustri, som frågade om han inte ville agera i film. Då hade Helleberg redan gjort några små filmroller i filmer som Trötte Teodor (1931), Karl Fredrik regerar (1934) och Sången till henne (1934). För SF kom han bland annat att spela racerbåtföraren och karburatoruppfinnaren Erik i Weyler Hildebrands ökända pilsnerfilm Pensionat Paradiset (1937). 
Han tog mycket illa vid sig av den starkt negativa kritiken mot filmen som Dagens Nyheters Carl Björkman och andra kritiker gav uttryck för. I en intervju med Expressen 1973 sade han: ”Även om inte angreppen mot filmen gällde mig personligen så fick det mig att tappa lusten. Det var så att jag knappt vågade visa mig öppet på stadens gator utan smög mig fram på bakgator för att inte bli igenkänd.” 
Efter Pensionat Paradiset gjorde han småroller i ett tiotal filmer till fram till 1941, innan han gav upp sin karriär inom filmen. 1979 gjorde han dock comeback som trädgårdsmästaren i Per Sjöstrands TV-filmatisering av Moa Martinsons Mor gifter sig.
Folke Helleberg är begravd på Bovallstrands kyrkogård.

## Filmografi
Enligt Svensk Filmdatabas:
- 1931 – Trötte Teodor
- 1934 – Sången till henne
- 1934 – Karl Fredrik regerar
- 1934 – Fasters millioner
- 1935 – Valborgsmässoafton
- 1936 – Samvetsömma Adolf
- 1936 – Kungen kommer
- 1936 – Intermezzo
- 1936 – Johan Ulfstjerna
- 1936 – Han, hon och pengarna
- 1937 – Sara lär sig folkvett
- 1937 – Ryska snuvan
- 1937 – Pensionat Paradiset
- 1937 – John Ericsson - segraren vid Hampton Roads
- 1938 – Fram för framgång
- 1938 – Figurligt talat
- 1938 – En kvinnas ansikte
- 1939 – En enda natt
- 1941 – Tåget går klockan 9
- 1941 – Så tuktas en äkta man
- 1941 – Stackars Ferdinand
- 1941 – Det sägs på stan
- 1979 – Mor gifter sig (TV-serie)

## Teater

### Roller
| År   | Roll | Produktion                     | Regi | Teater                        |
| ---- | ---- | ------------------------------ | ---- | ----------------------------- |
| 1935 |      | Filip den store Oscar Rydqvist |      | Vanadislundens friluftsteater |